# ルイ・ネール
ルイ・ウジェーヌ・フェリックス・ネール（Louis Eugène Félix Néel,　1904年11月22日 – 2000年11月17日）は、フランスの物理学者。
リヨンに生まれた。高等師範学校で学ぶ。1932年にストラスブール大学で学位をとり、1937年から1945年まで同大学の教授、1945年から1976年までグルノーブル大学の教授となる。
1953年には、国際理論物理学会東京&京都で来日した。

## 業績
1970年、「固体物理学における重要な応用をもたらした 反強磁性およびフェリ磁性に関する基礎的研究および諸発見」によりノーベル物理学賞を受賞した。反強磁性構造から常磁性構造に変わる温度であるネール温度に名前を残している。
1930年代初めから分子レベルでの磁性の研究をおこない、フェリ磁性、反強磁性を発見した。